# Central tèrmica de La Catalana
La Central tèrmica de La Catalana a Sant Adrià de Besòs, actualment enderrocada, va ser construïda a partir del 1915 i que deixà de funcionar el 1966.

## Història
El 1913, la comapanyia Catalana de Gas i Electricitat, popularment coneguda com «la Catalana», va adquirir 300 000 m² de terreny a la riba dreta de la desembocadura del Besòs, entre el riu i el Camp de la Bota, al límit municipal de Sant Adrià de Besòs amb Barcelona, destinats a la construcció d'una central tèrmica de carbó, complementària a la que ja tenia operativa a l'avinguda Vilanova de la ciutat comtal. Un any abans, una de les seves principals competidores en el mercat elèctric, la societat Energia Elèctrica de Catalunya, ja havia inaugurat la seva pròpia central a la riba esquerra del riu Besòs.
Les obres de construcció no es van iniciar fins a l'octubre 1915. La central es va connectar a la xarxa el 25 d'abril de 1917. Comptava amb dos grups de generació Oerlikon i turbines Westinghouse-Leblanc, subministrant una potència inicial de 12 MW. Estava connectada a la central Vilanova amb un cable subterrani a 50.000 V, així com a la central hidroelèctrica del salt de Seira (Osca).
El 1921 es van incorporar dos turboalternadors Oerlikon i dos generadors de vapor Babcock & Wilcox, procedents de l'avinguda Vilanova, que van permetre augmentar la potència de la central a 14,6 MW. El 1928 la gestió de la planta va passar a la Cooperativa de Fluid Elèctric (CFE), després d'arribar a un acord amb Catalana de Gas i Electricitat per arrendar el seu patrimoni elèctric. En 1930, amb la instal·lació d'un nou turboalternador Brown-Boveri de 20 MW, va arribar als 34,6 MW, que la van convertir en la central termoelèctrica amb més potència instal·lada de Catalunya, fins als anys 1950. Durant la Guerra Civil Espanyola la central es va convertir en objectiu militar. El 12 de maig de 1938 un bombardeig de l'aviació feixista sobre les seves instal·lacions va provocar 12 morts.
El 1961 es van instal·lar dos nous grups turboalternadors de 7 MW cadascun, procedents de la desmantellada termoelèctrica d'Adrall. El 1965, la central va passar a Hidroelèctrica de Catalunya (HECSA), societat que va absorbir CFE i es va subrogar en el contracte d'arrendament del patrimoni elèctric de Catalana de Gas i Electricitat. La central de carbó de «la Catalana» es va mantenir operativa fins al 1966, quan va ser reemplaçada per una instal·lació més moderna de fuel.